# Chiến tranh Liên minh thứ nhất
Liên minh thứ nhất là một liên minh quân sự từ năm 1793 tới năm 1797, gồm có các vương quốc Anh, Phổ, Áo, Napoli, Sardinia, Bồ Đào Nha và Hà Lan thuộc Áo, Đế quốc La Mã Thần thánh và vương quốc Tây Ban Nha (tới tháng 8 năm 1796 thì Tây Ban Nha quay sang liên minh với Pháp). Các nước trong Liên minh thứ nhất đã tiến hành nhiều cuộc xâm lấn Cộng hòa Pháp bằng đường bộ và đường biển. Liên quân Áo - Phổ tiến hành tấn công từ vùng Hà Lan thuộc Áo và từ sông Rhine. Vương quốc Anh cũng hỗ trợ các cuộc nổi dậy ở Pháp.
Quân Pháp thua trận Neerwinder (nay thuộc Bỉ) ngày 18.3.1793 và phải đối phó với các cuộc nổi dậy trong nước (Vendée và Chouan). Ủy ban cứu quốc Pháp (Commité de salut public) thành lập vào ngày 6.4 1793, ra lệnh tổng động viên mọi thanh niên từ 18 tới 25 tuổi vào tháng 8 năm 1793. Quân đội Pháp phản công và đuổi các quân nổi dậy ra khỏi biên giới, đồng thời lập nước Cộng hòa Batavia (gồm phần lớn Hà Lan ngày nay) vào tháng 5 năm 1795, một nước "Cộng hòa anh em" của Pháp.
Hòa ước Basel lần thứ nhất giữa Pháp và Phổ ngày 5.4.1795 trao cho Pháp vùng Rheinland (Đức), đổi lại nước Phổ được vùng đất phía đông sông Rhine. Phổ rút khỏi Liên minh. Vương quốc Tây Ban Nha cũng ký với Pháp Hòa ước Basel lần thứ hai ngày 22.7.1795, theo đó Tây Ban Nha được các lãnh thổ vùng Pyrénées, đổi lại phải trao phần phía đông đảo Saint Domingue (nay là Cộng hòa Dominica) cho Pháp.
Quân của tướng Napoléon Bonaparte thắng các trận Lodi (10.5.1796), trận Arcole (15 -17.11.1796) và trận Rivoli (14 - 15.1.1797). Pháp và Áo ký hiệp định sơ bộ Leoben ngày 17.4.1797, rồi tiếp theo là Hiệp ước Campo Formio ngày 17.10.1797.
Liên minh thứ nhất tan rã, chỉ còn Vương quốc Anh vẫn tiếp tục chống Pháp.

## Các sự kiện chính
- 20.4.1792: Nước Pháp tuyên chiến với Đế quốc Áo, và Vương quốc Phổ tuyên chiến với Pháp
- 01.2.1793: Cộng hòa Pháp tuyên chiến với Vương quốc Anh và Cộng hòa Hà Lan (Dutch Republic)
- tháng 3.1793: bắt đầu cuộc nổi dậy ở Vendée (1793-1796)
- 7.3.1793: CH Pháp tuyên chiến với Vương quốc Tây Ban Nha
- 2.6.1793: bắt đầu cuộc khởi nghĩa của Phong trào Liên bang Pháp
- tháng 12.1793: Phong trào Liên bang Pháp bị tiêu diệt
- năm 1794: cuộc nổi dậy của quân Chouan
- 19.1.1795: CH Hà Lan trở thành Cộng hòa Batavia và liên minh với Pháp
- 5.4.1795: Hòa ước Basel lần thứ nhất giữa Vương quốc Phổ và CH Pháp
- 22.7.1795: Hòa ước Basel lần thứ hai giữa Vương quốc Tây Ban Nha và CH Pháp
- 15.5.1796: Hòa ước Paris giữa Vương quốc Sardinia và CH Pháp
- tháng 7.1796: quân nổi dậy Vendée và Chouan đầu hàng
- 18.8.1796: Tây Ban Nha liên minh với CH Pháp
- 17.4.1797: Hiệp định sơ bộ Leoben giữa Áo và Pháp
- 17.10.1797: Hòa ước Campo-Formio giữa Bồ Đào Nha, Áo và CH Pháp. Pháp sáp nhập vùng Hà Lan thuộc Áo vào nước Pháp

## Các trận đánh giữa Pháp và Liên minh thứ nhất
- 20.8.1792: trận Verdun (1792), quân Phổ thắng quân Pháp
- 20.9.1792: trận Valmy, quân Pháp thắng quân Phổ
- 19-21.10.1792: trận Mainz I, Pháp thắng quân tuyển hầu Mainz
- 6.11.1792: trận Jemappes (Bỉ), Pháp thắng Áo
- 18.3.1793: trận Neerwinden (Bỉ), Áo thắng Pháp
- 10.4 - 23.7.1793: trận Mainz II, quân Liên minh Áo, Phổ, Sachsen-Wüttemberg, Sachsen-Weimar thắng quân Pháp
- 19.5.1793: trận Mas Deu, quân Tây Ban Nha thắng Pháp
- 23.5.1793: trận Famars (Pháp), liên minh Anh, Áo, Hannover thắng Pháp
- 19.6.1793: trận Arlon I (Bỉ), Pháp thắng Áo
- 8.9.1793: trận Hondshoote, Pháp thắng liên quân Anh, Áo, Hannover
- 13.9.1793: trận Méribel, Pháp thắng quân công tước Savoy
- 22.9.1793: trận Trouillas (Pháp), quân Tây Ban Nha thắng Pháp
- 15-16.10.1793: trận Wattignies (Pháp), Pháp thắng Áo
- 28-30.11.1793: trận Kaiserslautern (Đức), Phổ thắng Pháp
- 17-18.5.1794: trận Arlon II, Pháp thắng Áo
- 30.4.1794: trận Boulou (Pháp), Pháp thắng Tây Ban Nha
- 18.5.1794: trận Tourcoing (Pháp), Pháp thắng liên quân Anh-Áo
- 22.5.1794: trận Tournay (Bỉ), Liên minh Anh-Áo-Hannover thắng Pháp
- 1.6.1794: trận hải chiến Ushant, Anh thắng Pháp
- 26.6.1794: trận Fleurus, Pháp thắng Liên minh Anh-Áo-Hannover
- tháng 7 - tháng 10.1794: trận Calvi, Anh thắng Pháp
- 13.7.1794: trận Vosges, Pháp thắng Liên minh Áo-Phổ, Saxony (trong Đế quốc La Mã thần thánh)
- 18.9.1794: trận Sprimont, Pháp thắng Áo
- 21.9.1794: trận Dego I, Pháp thắng Áo
- 17-20.11.1794: trận Sierra Negra (Tây Ban Nha), Pháp thắng Tây Ban Nha
- 22.11.1794 - 7.6.1795: trận Luxembourg, Pháp thắng Áo
- 21.1.1795: trận hải chiến Helder, Pháp thắng CH Hà Lan
- 14.3.1795: trận Genoa (Ý), liên quân Anh-Napoli-Sicilia thắng Pháp
- 23.6.1795: trận Croix (Pháp), Anh thắng Pháp
- 13.7.1795: trận đảo Hyères, hạm đội Anh-Napoli thắng Pháp
- 29.10.1795: trận Mainz III, liên quân Áo, Sachen-wüttemberg, Sachsen-Weimar thắng Pháp
- 22.11.1795: trận Loano (Ý), Pháp thắng liên quân Áo-Piedmont
- 12.4.1796: trận Montenotte (Ý), Pháp thắng Áo-Sardinia
- 15.4.1796: trận Dego II, Pháp thắng Áo-Sardinia
- 21.4.1796: trận Mondovi (Ý), Pháp thắng Vương quốc Sardinia
- 10.5.1796: trận Lodi (Ý), Pháp thắng Áo
- 5.8.1796: trận Castiglione (Ý), Pháp thắng Áo
- 11.8.1796: trận Neresheim, Pháp thắng Áo
- 24.8.1796: trận Amberg (Bayern), Áo thắng Pháp
- 3.9.1796: trận Würzburg (Đức), Áo thắng Pháp
- 4.9.1796: trận Rovereto (Ý), Pháp thắng Áo
- 8.9.1796: trận Bassano (Ý), Pháp thắng Áo
- 15-17.11.1796: trận Arcole (Ý), Pháp thắng Áo
- 15-30.12.1796: trận hải chiến vịnh Baltry (Ireland) giữa hải quân Anh và Liên quân Pháp - CH Ireland
- 13-16.1.1797: trận hải chiến Ireland giữa hạm đội Pháp và Anh, tàu Droits de l'homme của Pháp và tàu Amazon của Anh bị chìm
- 14-15.1.1797: trận Rivoli (Ý), Pháp thắng Áo
- 14.2.1797: trận Mũi Saint Vincent (Bồ Đào Nha), hạm đội Anh thắng hạm đội Tây Ban Nha (lúc này là đồng minh của Pháp)
- 18.4.1797: trận Neuwied (Đức), Pháp thắng Áo
- 22-25.8.1797: trận Santa Cruz de Tenerife (Tây Ban Nha), hạm đội Tây Ban Nha thắng Anh
- 11.10.1797: trận Camperdown, hạm đội Anh thắng CH Batavia (phe Pháp)